# Newport
Newport (del galés: Casnewydd) ([kasˈnɛwɨð]) es una ciudad, autoridad unitaria y condado situado en el sureste de Gales (Reino Unido), a 12 kilómetros al este de la capital, Cardiff. Newport tiene su propia autoridad unitaria, en el condado tradicional de Monmouthshire y el condado preservado de Gwent. Se encuentra ubicada al lado del río Usk, que desemboca en el canal de Bristol. Newport es la tercera ciudad más grande de Gales tras Cardiff y Swansea, y la localidad más grande de Gwent. La autoridad unitaria tiene una población de 140 200 habitantes en su totalidad, la séptima más grande de Gales. Newport ha sido tradicionalmente un puerto carbonífero junto al estuario del río Severn.
El 14 de marzo de 2002, Newport recibió el estatus de ciudad, para celebrar el 50.° año de reinado de la reina Isabel II del Reino Unido.

## Etimología
Su nombre se traduce como Puerto Nuevo. Aunque Newport tiene un puerto, port significaba villa de mercado en el idioma inglés viejo. Su nombre en galés, Casnewydd significa «Nuevo Castillo», y su nombre oficial Casnewydd-ar-Wysg significa «Nuevo Castillo al lado del Usk».

## Historia

### Antes la Revolución Industrial

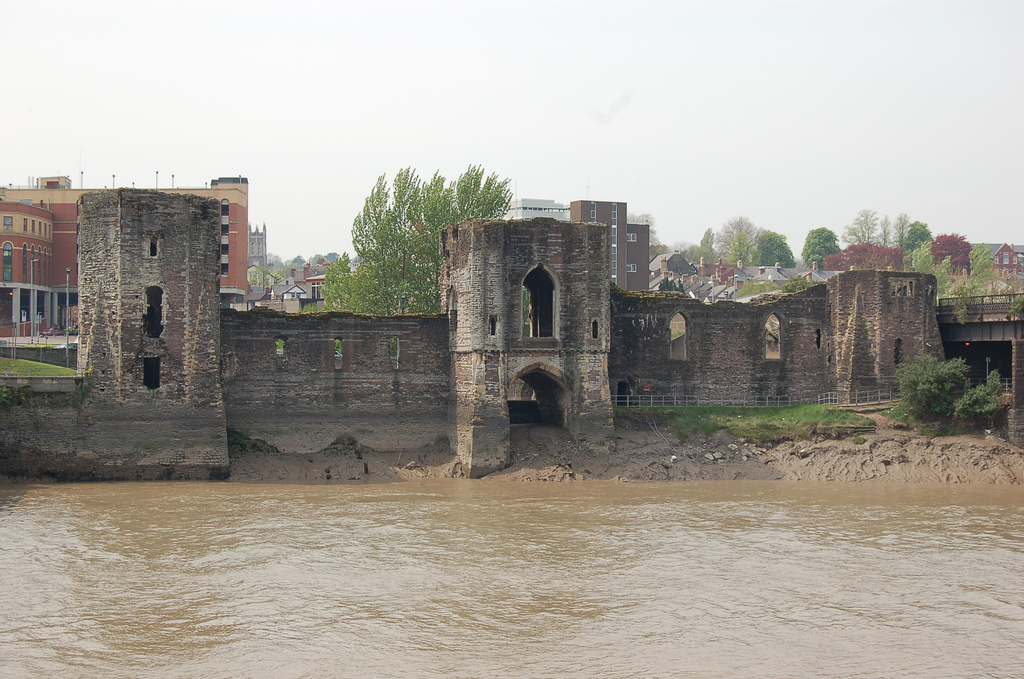
El Castillo de Newport era de madera durante la época sajona, pero fue reconstruido en piedras por los normandos en 1090.

La primera población en Newport fue Caerleon en 75, una localidad militar romana. Sus restos incluyen un anfiteatro y un baño. Su primera iglesia fue construida en 864, y un castillo de madera en 1140. En 1385, Hugh, el Conde de Stafford, dio a Newport una carta de villa. También durante el siglo XIV, frailes empezaron un hospital para tratar enfermedades infecciosas. En 1403, durante una revuelta, Owain Glyndŵr, el príncipe de Gales, quemó toda Newport, debido a sus casas de madera con techos de paja. En 1538 el hospital fue cerrado por el rey Enrique VIII de Inglaterra que confiscó su propiedad. Su resto se llama Spitty Fields, que vino de Ysbyty, una palabra galesa que significa hospital. En 1623 Newport recibió un nuevo fuero y podía tener dos fiestas por año.

### Durante la Revolución Industrial
Antes de la Revolución Industrial su población era menor de 1000 habitantes. Aumentó a 7000 en 1831 y 19 000 en 1851. En 1850 Newport ganó su primer ferrocarril. El aumento fue debido al puerto de Newport, que exportaba hierro y carbón, que eran minados en Gales durante el siglo XIX. Dos muelles artificiales fueron construidos, pero ahora han sido llenados. Otra industria local era cerámica. Muchos habitantes vivían en chabolas y había una epidemia de cólera que mató 69 personas en 1849. Después, el consejo construyó un alcantarillado en 1859. Aunque, la vida en Newport mejoró con luces de gas en las calles (1825) y el primer cementerio no religioso del Reino Unido (1842). En 1871 la primera biblioteca pública abrió, y cuatro años más tarde tranvías tirados por caballos fueron introducidos. En 1895 una central eléctrica fue construida. La población llegó a 35 000 en 1881 y fue 67 000 en 1901.

## Población
| Gráfica de evolución demográfica de Newport entre 1801 y 2017 |
|                                                               |

En el censo de 2001, 93.1 % de Newport era blanco, menos que la media galesa (96 %) pero más que la media británica (92.1 %). La minoría más grande en la ciudad es asiático (2.6 %), seguida de mestizo (1.2 %). El resto es negro (0.5 %), chino (0.2 %) u otra etnia (0.3 %). 
También en el censo de 2001, la religión principal en Newport era el cristianismo (71.88 %). 16.76 % no tenía ninguna religión y 8.13 % no respondió. El Islam es la religión más grande después de cristianismo (2.55 %). El resto de la población (0.68 %) tenía otras religiones, de las cuales el budismo era la más popular (0.18 %). Solamente 0.06% hace judaísmo, pero Newport tiene una sinagoga asquenazí.

## División administrativa
- Allt-yr-yn
- Alway
- Beechwood
- Bettws
- Caerleon
- Castleton
- Gaer
- Graig
- Langstone
- Llanwern
- Lliswerry
- Malpas
- Marshfield
- Parc-Seymour
- Pillgwenlly
- Ringland
- Rogerstone
- Shaftesbury
- St Julians
- Stow Hill
- Tredegar Park
- Victoria
- Underwood

## Ciudades hermanadas
- Heidenheim
- Kutaisi
- Guangxi

## Enlaces internacionales
Desde 1980, Newport está hermanada con Heidenheim, un municipio alemán en la región de Baviera. La ciudad está hermanada también con Kutaisi, la segunda ciudad de Georgia (desde 1989). Desde 1996, Newport está hermanada con Guangxi, una provincia en el sur de China.

## Deporte
El Newport County Association Football Club fue fundado en 1912 y fue elegido al tercer nivel de fútbol inglés en 1920. El club fue relegado al Conference National en 1988 y terminó de jugar en 1989. Los Newport Dragons, fundados en 2003, juegan al rugby para Newport, Monmouthshire, Torfaen, Blaenau Gwent y Caerphilly. Newport cuenta con un velódromo cubierto con pista de madera de 250 metros de longitud de cuerda, que es la sede del Centro Nacional de Ciclismo. Newport fue sede de la Copa Ryder de golf en 2010.